# Euphorbia asthenacantha
Euphorbia asthenacantha är en törelväxtart som beskrevs av Susan Carter. Euphorbia asthenacantha ingår i släktet törlar, och familjen törelväxter.
Artens utbredningsområde är Tanzania. Inga underarter finns listade i Catalogue of Life.